# Mao Tse Tung (película)
Mao Tse Tung (en albanés: Mao Ce Dun) es una comedia albanesa del 2007 dirigida por Besnik Bisha. Fue presentada en el 30º Festival Internacional de Cine de Moscú, atrayendo críticas internacionales. Francisco Ferreira de la FIPRESCI elogió la película afirmando que "trasciende sus fondos pintorescos y su visión sui generis del marxismo para reflexionar sobre la historia y mitología de una nación". Por su parte, el crítico americano Emanuel Levy resaltó las "risas de aprecio de la audiencia".

## Sinopsis
La trama se desarrolla en un pequeño pueblo de Albania en 1970 donde, además de la vida civil bien organizada de los residentes, se encuentra una pequeña comunidad de gitanos. El ritmo de sus vidas se ve interrumpido por el nacimiento del noveno hijo de una familia gitana, el cual trae alegría a la comunidad y situaciones positivas inesperadas a la familia.

## Elenco
- Fadil Hasa como Hekuran Romalini
- Miola Sitaj como Sulltana Romalini
- Ola Sadiku como Xhina
- Marko Bitraku como Myslymi
- Vangjel Toçe como Tahiri
- Zehrudin Dokle como Abdiu